# Élection présidentielle française de 2017
L'élection présidentielle française de 2017, onzième élection présidentielle de la Ve République et dixième au suffrage universel direct, est un scrutin permettant d'élire le président de la République pour un mandat de cinq ans, se déroulant les dimanches 23 avril et 7 mai — et par dérogation les 22 avril et 6 mai dans plusieurs territoires hors métropole. Le président sortant François Hollande a décidé de ne pas se présenter à sa propre succession, fait inédit pour un président de la Ve République en fin de premier mandat. Autre situation inédite : l'élection présidentielle a lieu sous état d'urgence, décrété après les attentats du 13 novembre 2015.
Trois élections primaires se tiennent en amont de l’élection et sont ouvertes aux sympathisants et non pas seulement aux militants : la « primaire de l'écologie » pour Europe Écologie Les Verts, la « primaire ouverte de la droite et du centre » pour Les Républicains et leurs alliés et enfin la « primaire citoyenne » pour le Parti socialiste et ses alliés. La campagne électorale est notamment marquée par des affaires politiques et judiciaires visant François Fillon et sa famille, ainsi que Marine Le Pen et son parti, puis par un attentat survenu trois jours avant le premier tour.
Le premier tour de scrutin voit s'affronter onze candidats. Emmanuel Macron arrive en tête devant Marine Le Pen et tous deux se qualifient pour le second tour. Néanmoins, avec François Fillon et Jean-Luc Mélenchon, les scores des quatre candidats ayant recueilli le plus de voix sont serrés : 4,4 points entre le premier et le quatrième. Les scores respectifs de François Fillon et de Jean-Luc Mélenchon sont par ailleurs alors les plus élevés réalisés par des candidats n'ayant pas réussi à se qualifier au second tour.
Pour la première fois, aucun des candidats des deux partis politiques traditionnels, pourvoyeurs jusque-là des présidents de la Ve République, n'est présent au second tour. Celui-ci se solde par la victoire d'Emmanuel Macron, avec 66,1 % des suffrages exprimés, face à la candidate du Front national, qui recueille 33,9 %. Le scrutin est marqué par une abstention de 25,4 %, taux important pour un second tour d'élection présidentielle, et par un record de votes blancs ou nuls, à savoir plus de quatre millions.
Lors de la passation de pouvoir, le 14 mai, Emmanuel Macron, âgé de 39 ans, devient le plus jeune chef d'État républicain français après Napoléon Bonaparte (âgé de 30 ans en 1799), le plus jeune président de la République devant Louis-Napoléon Bonaparte (âgé de 40 ans en 1848), et le plus jeune président de la Ve République devant Valéry Giscard d'Estaing (âgé de 48 ans en 1974). S'ensuivent, les 11 et 18 juin suivants, des élections législatives qui donnent une majorité au nouveau président de la République.

## Modalités du scrutin
Le président de la République est élu au suffrage universel direct. Il est élu pour un mandat de cinq ans au scrutin uninominal majoritaire à deux tours.
Si aucun candidat ne recueille la majorité absolue des suffrages exprimés au premier tour de scrutin, un second tour a lieu quatorze jours plus tard où seuls peuvent se présenter les deux candidats arrivés en tête au premier tour après retrait éventuel de candidats mieux placés.
Chaque candidat doit satisfaire plusieurs conditions:
- être de nationalité française ;
- ne pas être privé de ses droits civiques concernant l'éligibilité ;
- être âgé d’au moins 18 ans ;
- être inscrit sur une liste électorale ;
- avoir satisfait aux obligations imposées par le code du service national ;
- ne pas être placé sous tutelle ou sous curatelle ;
- avoir établi une déclaration de situation patrimoniale ;
- posséder un compte bancaire de campagne ;
- ne pas être candidat à un troisième mandat consécutif de président de la République ;
- recueillir 500 « parrainages » de parlementaires ou d'élus locaux : ces parrainages doivent provenir d'au moins trente départements ou collectivités d'outre-mer différents et pas plus d'un dixième des élus signataires ne doit provenir du même département ou de la même collectivité d'outre-mer. La période de réception des parrainages va du 25 février au 17 mars 2017[6]. La loi organique du 25 avril 2016 de modernisation de diverses règles applicables à l'élection présidentielle impose la publication de l'ensemble des noms, au lieu de 500 tirés au sort comme c'était le cas antérieurement[7]. Ils doivent être envoyés directement au Conseil constitutionnel, par voie postale, qui les publie au fur et à mesure sur le site mis en place pour cette élection.

La Constitution prévoit que :
- en cas d'empêchement ou décès dans la dernière semaine de dépôt des candidatures d'une personne qui a annoncé son intention d'être candidate, le Conseil constitutionnel peut reporter l'élection ;
- en cas d'empêchement ou décès d'un candidat avant le premier tour, l'élection est reportée ;
- en cas d'empêchement ou décès d'un candidat qualifié pour le second tour, il est procédé de nouveau à l'ensemble des opérations électorales.

Le Conseil constitutionnel est, selon l'article 58 de la Constitution, garant de la régularité de l'élection, de l'examen des réclamations et de la proclamation des résultats.
Le corps électoral annoncé début mars 2016 est 45,678 millions d'inscrits (en hausse de 824 000 unités, +1,8 %), soit 88,6 % des Français majeurs résidant sur le territoire, et 1,3 million de Français établis hors de France inscrits sur les listes électorales consulaires. Comme tous les cinq ans, le nombre de nouveaux inscrits connaît un pic de 1,562 million de nouveaux électeurs. Toutefois, un rapport parlementaire de 2016 portant sur l'élection de 2012 chiffrait le nombre de mal-inscrits (inscrits dans une autre ville que celle où ils résident) à 6,5 millions.
En vertu de la loi du 25 avril 2016, les bureaux de vote sont en principe ouverts le dimanche à 8 heures et fermés à 19 heures, contre 18 heures auparavant. Cependant, comme auparavant, les bureaux de certaines communes peuvent, sur décision du préfet, ouvrir plus tôt ou fermer au plus tard à20 heures. Des votes anticipés ont notamment lieu en outre-mer (parfois le samedi), tandis que les plus grandes communes votent pour la plupart le dimanche jusqu’à 20 heures, ce qui complique le travail des instituts de sondage, qui rendent publiques leurs estimations à cette heure-là,.

## Contexte
La campagne et la désignation des candidats rompent avec celles des élections présidentielles précédentes, leur revêtant un caractère d'imprévisibilité et annonçant une certaine recomposition du paysage politique français. Pour la première fois sous la Ve République, le président sortant, François Hollande, choisit de ne pas être candidat à sa succession à l'issue de son premier mandat malgré l'inversion de la courbe du chômage, condition sine qua non selon ses mots pour se représenter. Le résultat des primaires ouvertes organisées par différents partis de gouvernement crée également la surprise : les favoris (Alain Juppé, et dans une moindre mesure Nicolas Sarkozy, pour Les Républicains ; Manuel Valls et Arnaud Montebourg pour le Parti socialiste ; Cécile Duflot pour Europe Écologie Les Verts) se voient éliminés au profit de candidats moins attendus tels que François Fillon, Benoît Hamon et Yannick Jadot. Marquée par plusieurs rebondissements ainsi que par des affaires présumées de favoritisme, de corruption et d'emplois fictifs (pour François Fillon et Marine Le Pen), la campagne voit une certaine fragilité, dans les intentions de vote, des candidats des deux grands partis de gouvernement, au profit de candidats dont les partis n'ont pas exercé le pouvoir (Emmanuel Macron pour En marche, Marine Le Pen pour le Front national et Jean-Luc Mélenchon pour La France insoumise). Plusieurs partis importants du paysage politique français, enfin, ne sont pas directement représentés à cette élection (Europe Écologie Les Verts, le MoDem, l'UDI ou encore le Parti communiste), ayant chacun privilégié un système d'alliances avec d'autres mouvements.

### Contexte mondial et européen
L'élection de 2017 intervient dans un contexte agité : crise migratoire en Europe, questions de plus en plus vives sur la mondialisation, avec des montées protectionnistes,, des questions sur le devenir de l'Union européenne à la suite notamment du référendum britannique sur l'Europe, et de manière générale à une montée des incertitudes géopolitiques due notamment à des attentats terroristes islamistes, à la montée en puissance de la Chine et à la question des relations de l'Union européenne avec la Russie après la crise ukrainienne, ainsi que des incertitudes sur l'avenir avec l'arrivée de Donald Trump à la Maison-Blanche. Ces inquiétudes favorisent le réarmement. En France, le chef d'État-major des armées, dans un article paru en décembre 2016, demande une augmentation des sommes allouées à la défense. Sur le plan intérieur, la France est également confrontée à de nombreux défis : chômage, questions sur la pérennité des régimes de retraite et de la sécurité sociale, problèmes d'équilibre budgétaire et de dette publique, problèmes d'insécurité publique, de pollution, etc.
Dans un contexte de grande vigilance des forces de police, deux hommes soupçonnés de préparer des attentats en rapport avec l'élection présidentielle sont arrêtés le 18 avril 2017, quelques jours avant le premier tour.
Le sondeur Jérôme Fourquet relève que, comme il a été observé à l'occasion de scrutins étrangers en 2016 — référendum sur l'appartenance du Royaume-Uni à l'Union européenne, élection présidentielle autrichienne et élection présidentielle américaine —, « la variable du niveau de diplôme est une donnée de plus en plus centrale » et impose « une nouvelle segmentation des sociétés occidentales entre les gagnants et les perdants de la mondialisation » qui « concurrence, voire supplante désormais parfois la traditionnelle opposition gauche/droite ». Dans le scrutin français, cette ligne de fracture s'observe en particulier entre Marine Le Pen (nettement en tête chez les moins diplômés) et Emmanuel Macron (nettement en tête chez les plus diplômés), qui plaident d'ailleurs tous deux pour un remplacement du clivage gauche-droite par un nouveau (entre les « mondialistes » et les « patriotes » pour la première ; entre les « progressistes » et les « conservateurs » pour le second).
Alors que la Russie est accusée d'ingérences dans l'élection présidentielle américaine de 2016 et qu'En marche, parti du candidat Emmanuel Macron, l'accuse en février 2017 de tentatives de déstabilisation par le biais de cyberattaques, le ministre des Affaires étrangères Jean-Marc Ayrault déclare que Paris « n'acceptera aucune ingérence que ce soit dans son processus électoral » et une séance exceptionnelle du conseil de Défense et de Sécurité nationale est organisée à la demande de François Hollande afin d'aborder le sujet. En mars 2017, le chef de la commission du Renseignement du Sénat américain Richard Burr affirme à son tour que la Russie est « activement impliquée » dans l'élection présidentielle française,. Les médias russes, en particulier Sputnik et RT, soutiennent la candidature de Marine Le Pen — reçue par Vladimir Poutine le 24 mars 2017 — et alimentent une campagne négative à l'encontre d'Emmanuel Macron,. D'après une étude menée par la firme britannique Bakamo, publiée quatre jours avant le premier tour, un quart des liens Internet partagés par les utilisateurs français au sujet de la campagne électorale entre le 1er novembre et le 4 avril diffusait des contenus mensongers (« fake news ») et favorisait nettement les candidats eurosceptiques ; au sein de cette catégorie, un lien sur cinq était lié à un média russe d'État.

### Décision du président en exercice de ne pas se présenter

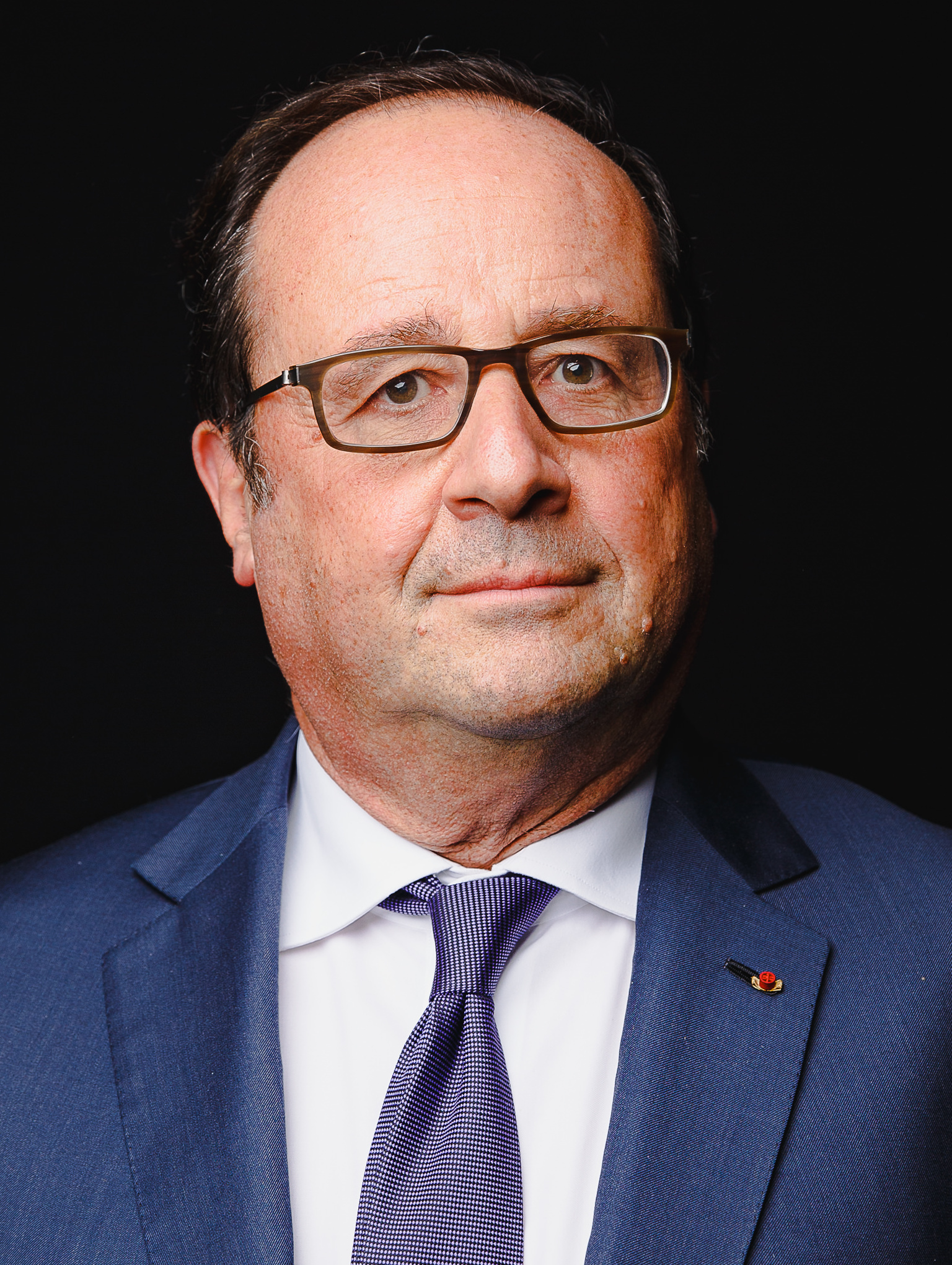
François Hollande, président de la République sortant, en 2017. Il renonce le 1er décembre 2016 à briguer un second mandat. Il s'agit d'une première sous la Cinquième République.

Le 1er décembre 2016 à 20 heures, le président en exercice François Hollande annonce publiquement lors d'une allocution solennelle qu'il renonce à solliciter un second mandat présidentiel, ce qui constitue une première dans l'histoire de la Cinquième République,,. Plusieurs raisons peuvent expliquer cette décision : son niveau de popularité très bas dans les sondages et corrélativement la montée en puissance concurrente de son ancien ministre de l'Économie, Emmanuel Macron, l'effet préjudiciable à son image du livre de son ancienne compagne, Merci pour ce moment, ou celui plus récent de deux journalistes, intitulé Un président ne devrait pas dire ça…. François Hollande avouera d'ailleurs lui-même à l'un de ses conseillers l'informant de la baisse de la courbe du chômage, que l'opinion publique ne le percevrait pas ainsi, rendant toute candidature davantage compromise
Le politologue Eddy Fougier relève que dans l'histoire de la Cinquième République, les élections sans président sortant, « qui se sont produites en 1969, en 1974 et en 2007, ont été un peu différentes des autres. Elles ont contribué à un renouvellement du personnel politique avec des candidats qui se présentent pour la première fois à la présidentielle, qui appartiennent à une nouvelle génération et qui expriment une volonté manifeste de dépoussiérer la façon de faire de la politique (Giscard en 1974 ou Sarkozy en 2007). Ces élections ont aussi en grande partie favorisé le centre, en l'occurrence le centre droit avec Alain Poher présent au second tour en 1969, la victoire de Valéry Giscard d'Estaing en 1974 et le bon score réalisé par François Bayrou en 2007 (19 %) ». Cette comparaison doit être toutefois tempérée car elle omet l'élection présidentielle de 1995.

### Primaires ouvertes
En amont de cette élection, plusieurs partis politiques organisent des primaires en vue de désigner le candidat pour leur parti pour l'élection présidentielle.

### Partis politiques face à l'élection présidentielle
L’Union pour un mouvement populaire organise une primaire ouverte pour la première fois pour une élection présidentielle, la Primaire française de la droite et du centre de 2016, tout comme l'avaient fait en 2011 Europe Écologie Les Verts (Primaire présidentielle écologiste française de 2011), puis le Parti socialiste et le Parti radical de gauche (primaire citoyenne de 2011. Cette primaire de la droite et du centre est remportée par François Fillon. À gauche est organisée une « primaire citoyenne ».
Le politologue Pascal Perrineau observe une « gauche française [qui] vole en éclats à la fois sur le terrain des orientations économiques et sociales (loi Macron, loi El Khomri) mais aussi sur le terrain des valeurs (débat autour de la déchéance de nationalité). Face à ce processus qui ne cesse de s'accentuer et au-delà de la fracture entre droite de gouvernement et Front national, le fractionnement des droites, s'il est réel, peut paraître relativement modeste. Il est davantage le fruit d'un choc des hommes et des ambitions personnelles dont ils sont porteurs que d'un affrontement des idées ». Il constate plus globalement « un contexte de relatif épuisement des logiciels politiques tels qu'ils se sont reconstruits et mis en place après la Seconde Guerre mondiale », estimant qu'ils « sont entrés en crise et font l'objet de remises en question parfois profondes ».
Le journaliste Éric Dupin souligne que « l'électeur français n'a [...] jamais eu à choisir entre un candidat de la gauche libérale, de la gauche socialiste et de la gauche radicale » (à travers les candidatures respectives d'Emmanuel Macron, Benoît Hamon et Jean-Luc Mélenchon).
Rudy Reichstadt de Conspiracy Watch relève la présence de deux candidats conspirationnistes avec Jacques Cheminade et François Asselineau.

### Rapport des Français à la politique
Dans un sondage OpinionWay publié par Les Échos du 18 janvier 2017, 89 % des personnes interrogées pensent que les responsables politiques ne se préoccupent pas assez de ce que « pensent les gens comme nous », et 70 % pensent que la démocratie ne fonctionne pas bien. Pourtant, 56 % déclarent s'intéresser à la politique, et 46 % estiment que le vote aux élections est le meilleur moyen de se faire entendre.
Selon les enquêtes d'opinion, les Français ont été globalement déçus par les présidents de la République Nicolas Sarkozy et surtout par François Hollande,. Ce mécontentement se traduit par un taux d’abstention élevé aux différentes élections.

## Candidats
Le 18 mars 2017, le Conseil constitutionnel publie les noms des 11 candidats (classement selon le tirage au sort effectué par le Conseil) dont les 500 parrainages sont validés,. Pour la première fois, la Haute Autorité pour la transparence de la vie publique rend publiques les déclarations de patrimoine des candidats à l'élection présidentielle.

## Déroulement

### Primaires

#### Primaire de l'écologie
| Yannick Jadot                                                                   | Michèle Rivasi                                                                         | Cécile Duflot                                                                               |
| ------------------------------------------------------------------------------- | -------------------------------------------------------------------------------------- | ------------------------------------------------------------------------------------------- |
|                                                                                 |                                                                                        |                                                                                             |
| Ancienne personnalité de Greenpeace France, Yannick Jadot remporte la primaire. | Michèle Rivasi, militante anti-nucléaire et ancienne députée, se hisse au second tour. | En dépit de son passage au ministère du Logement, Cécile Duflot échoue dès le premier tour. |

La primaire écologiste a lieu les 19 octobre et 7 novembre 2016. Les militants à jour de cotisation et les citoyens d'au moins 16 ans ayant payé 5 € peuvent y participer.
Au premier tour, Yannick Jadot arrive en tête (avec 35,61 % des voix) devant Michèle Rivasi (30,16 %), Cécile Duflot (24,41 %) et Karima Delli (9,82 %).
Au second tour, Yannick Jadot confirme sa première place avec 54,25 % face à Michèle Rivasi (40,75 %).
Finalement, le 23 février 2017, Yannick Jadot se retire et le parti décide de soutenir la candidature de Benoît Hamon. Depuis 1974, c'est la première fois qu'il n'y a pas de candidat étiqueté écologiste à une élection présidentielle.

#### Primaire ouverte de la droite et du centre
| François Fillon | Alain Juppé | Nicolas Sarkozy |
| --- | --- | --- |
| | | |
| Longtemps loin derrière ses concurrents, l'ancien Premier ministre François Fillon réalise une percée aussi écrasante qu'inattendue. | Favori de la primaire et de la présidentielle depuis deux ans, Alain Juppé finit très loin derrière François Fillon aux deux tours. | Nicolas Sarkozy, au pouvoir entre 2007 et 2012, réalise une contre-performance en ne se qualifiant pas pour le second tour. |
| | | |

La primaire de la droite et du centre a lieu les 20 (premier tour) et 27 novembre 2016 (second tour).
Alors que les sondages prédisent durant longtemps une large avance pour le duo Juppé-Sarkozy au premier tour, les sondages à partir du mois de novembre, et plus particulièrement à partir du 18 prédisent un second tour pour le duo Juppé-Fillon.
À l'issue du premier tour, François Fillon arrive largement en tête avec 44,08 % des voix, suivi d'Alain Juppé (28,56), Nicolas Sarkozy (20,67), Nathalie Kosciusko-Morizet (2,56), Bruno Le Maire (2,38), Jean-Frédéric Poisson (1,45) et Jean-François Copé (0,30).
Au second tour, François Fillon confirme son avance sur Alain Juppé avec respectivement 66,49 % et 33,51 % des voix.

#### Primaire de la Belle Alliance populaire
| Benoît Hamon                                                                                              | Manuel Valls                                                                                    | Arnaud Montebourg                                                                                      |
| --- | ----------------------------------------------------------------------------------------------- | --- |
| |                                                                                                 | |
| Benoît Hamon, initialement promis à un rôle de second plan, crée la surprise avec une campagne dynamique. | Figure majeure du quinquennat finissant, Manuel Valls ne réussit pas à susciter l'enthousiasme. | Un temps favori de cette primaire, Arnaud Montebourg parvient tout juste à rééditer son score de 2011. |
| |                                                                                                 | |

La précédente primaire à l'élection présidentielle de 2012 a proclamé François Hollande comme candidat de la gauche.
Au cours de l'année 2016, le Parti socialiste décide à nouveau d'organiser une primaire pour l'élection présidentielle de 2017. Dans le contexte de forte impopularité du président, la question se pose par la suite de maintenir ou non la primaire. À la suite de la décision de François Hollande de ne pas se représenter, la primaire a finalement lieu avec plusieurs candidats.
Alors que les sondages annoncent vainqueurs au premier tour Manuel Valls et Arnaud Montebourg, c'est finalement Benoît Hamon (36,51 %) et Manuel Valls (31,90 %) qui l'emportent face à Arnaud Montebourg (17,75 %), Vincent Peillon (6,90 %), François de Rugy (3,88 %), Sylvia Pinel (2,02 %) et Jean-Luc Bennahmias (1,03 %).
Benoît Hamon arrive en tête du second tour avec 58,69 % face à Manuel Valls avec 41,31 % des voix.

### Campagne du premier tour

#### Controverses et affaires judiciaires

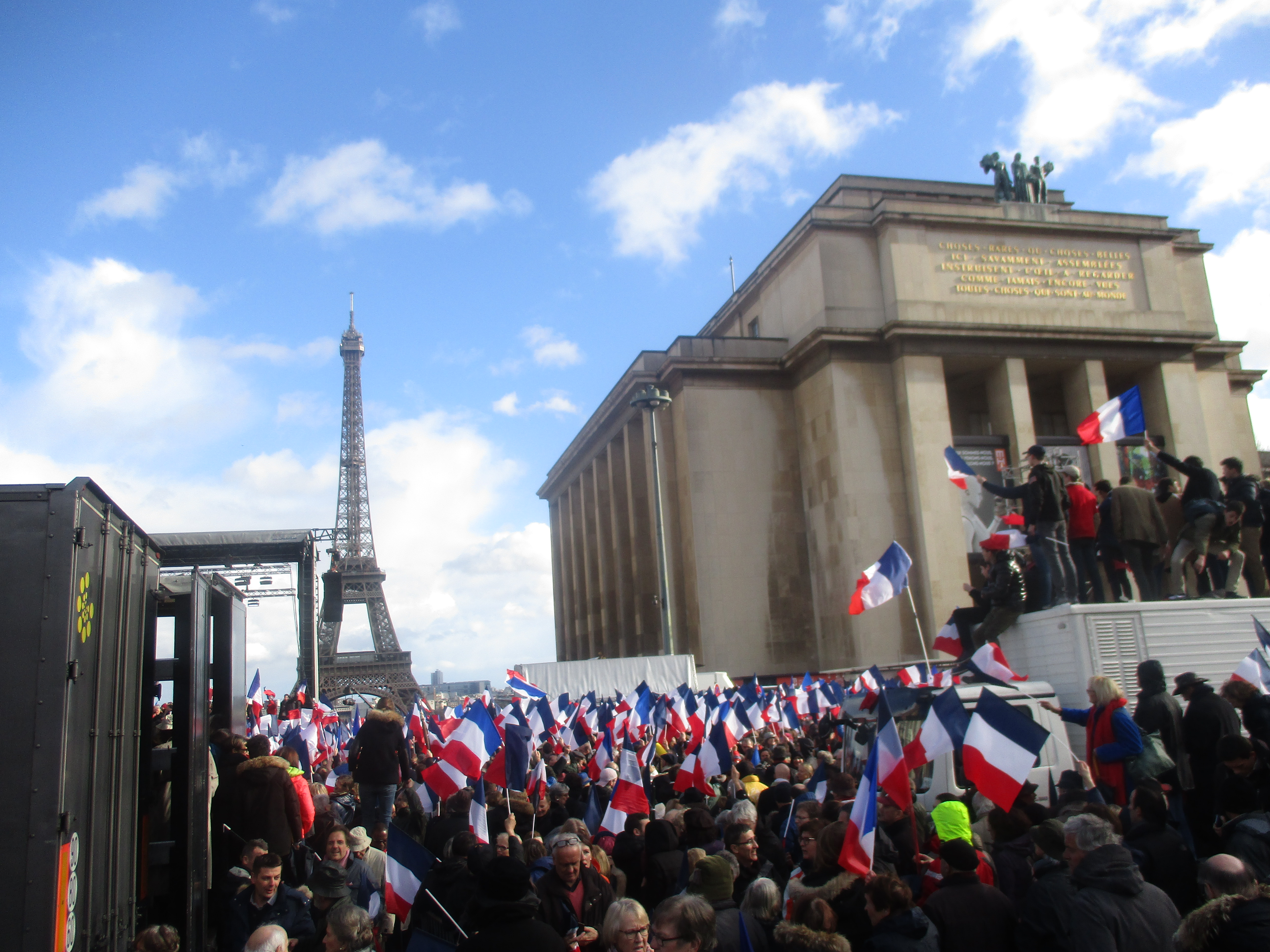
Manifestation de soutien à François Fillon le 5 mars 2017, place du Trocadéro.

À partir du 24 janvier 2017, la campagne est perturbée par la sortie d'un premier article du Canard enchaîné concernant d'éventuels emplois fictifs du candidat François Fillon. Parallèlement, le FN doit faire face à l'affaire des assistants parlementaires du Front national au Parlement européen et à l'affaire Jeanne. Les semaines suivantes plusieurs autres articles écornent un peu plus l'image publique de François Fillon et font dire à François Hollande « On parle de quoi dans cette campagne ? Des affaires, des mises en examen, des pseudo-cabinets noirs (…) mais où sont les comparaisons utiles ? », le 16 avril, dans l'émission « C Politique » sur France 5. Un avis partagé dans la plupart des camps. « Les affaires ont tout obscurci dans cette campagne. Derrière ce brouillard, chacun retourne sur ses fondamentaux », indique Jérôme Rivière, soutien de Marine Le Pen. Selon Le monde, ces fondamentaux étant « Immigration chez les uns, libéralisme chez les autres… ».
La propagation des différentes affaires et le contexte de ces élections engendrent un climat de doute et de suspicion. Les programmes électoraux des candidats sont mis de côté. L’aspect médiatique et moral est privilégié par les différents médias français. D’après un sondage Odoxa réalisé en janvier 2017, 61 % des Français ont une opinion défavorable à l’égard de François Fillon. Par rapport à novembre 2016, François Fillon a connu une baisse de 16 points par rapport à un sondage effectué par Ipsos-Fiducial effectué avant premier tour de la primaire de la droite.
Marine Le Pen et son parti font l’objet d’une accusation d’emplois présumés fictifs au Parlement européen. Mais contrairement au candidat des Républicains, Marine Le Pen ne subit pas une baisse drastique dans les sondages en raison de cette affaire. Elle se retrouve néanmoins convoquée le 22 février 2017 par la justice, mais décide de ne pas s’y rendre[réf. nécessaire].
Annoncé troisième dans les sondages avant la divulgation de l’affaire Fillon et de la mise en examen de ce dernier, Emmanuel Macron devient progressivement le nouveau favori de ces élections. Cependant, l'un de ses conseillers, le médecin Jean-Jacques Mourad doit démissionner de l'équipe de campagne après la révélation de ses liens financiers personnels avec le laboratoire pharmaceutique Servier.
Début mars, les autres candidats commencent à protester contre la trop grande couverture médiatique des affaires qui rendent inaudible le débat politique sur les projets,.
Analysant la couverture de la campagne par le Journal de 20 heures de TF1, l'universitaire Christophe Piar relève que les « affaires » représentent « 11 % de l'information électorale en 2017, contre 1,5 % en 1981, 4,5 % en 1988, 5 % en 2002 et 2 % en 2007. Seule la campagne de 1995 avait vu les JT insister autant sur les affaires, et même légèrement plus (13 %), en raison en particulier de l'affaire dite « Schuller-Maréchal » qui avait éclaté dans les médias au début du mois de février ».

#### Débats et entretiens télévisés
Pour la première fois dans une élection présidentielle en France,, différents débats télévisés entre les candidats sont organisés avant le scrutin du premier tour, dans la lignée de ceux ayant eu lieu pour les primaires de la droite et de la gauche dans les mois précédents,.

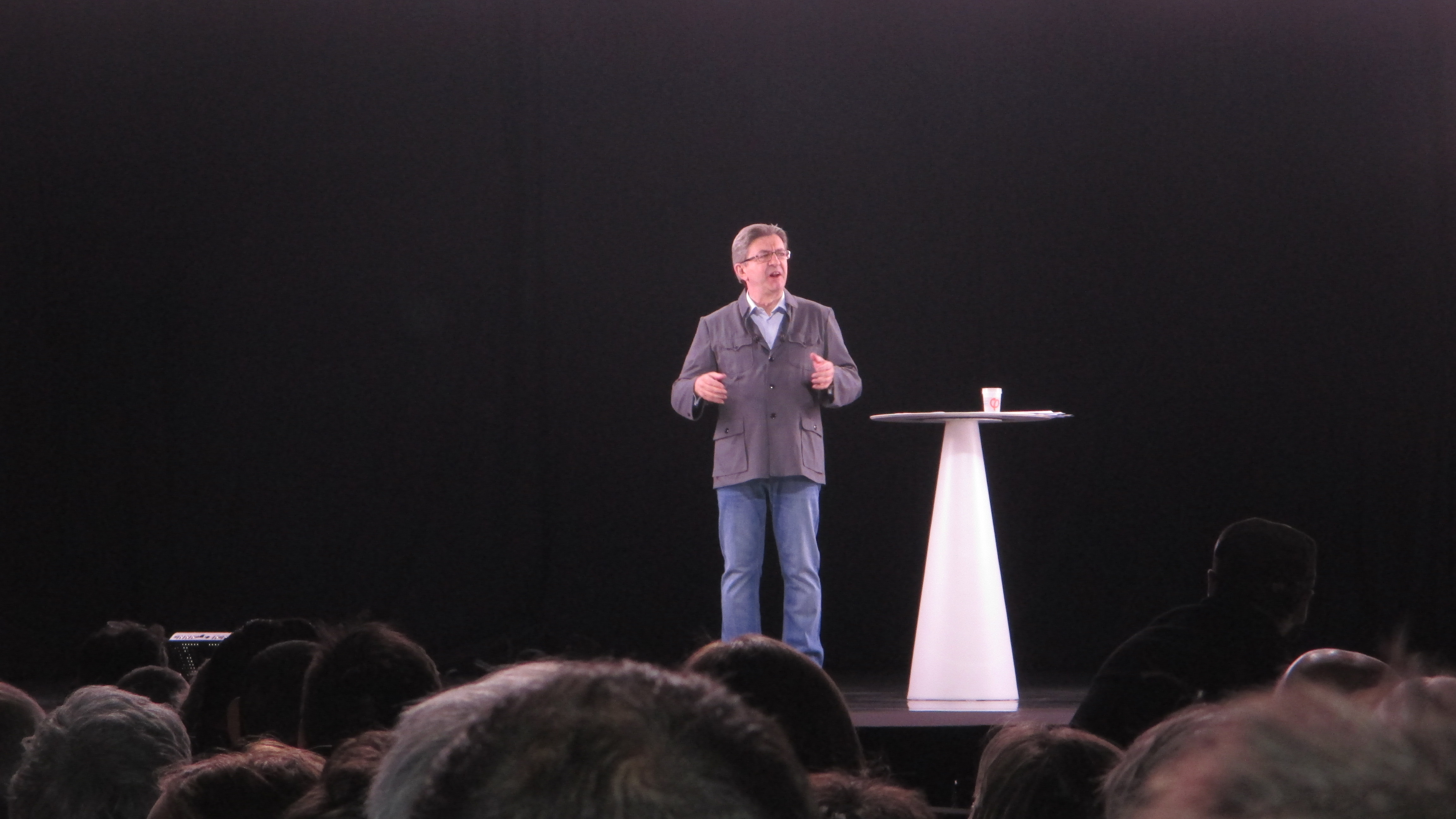
Jean-Luc Mélenchon lors de son second meeting en hologramme, à Dijon, le 18 avril 2017.

Diffusé notamment sur TF1, le 20 mars 2017, le premier débat avec les cinq principaux candidats rassemble plus de 10 millions de téléspectateurs,. Le second débat télévisé, mis en place par BFM TV et CNews le 4 avril et auquel participent les onze candidats,, est suivi par environ 6,3 millions de téléspectateurs.
Un troisième et dernier débat devait initialement avoir lieu le 20 avril 2017, organisé par France 2. Cependant, le 28 mars, Jean-Luc Mélenchon annonce qu'il refuse de participer à ce dernier débat, en raison notamment de la date tardive (trois jours avant le premier tour) et d'une absence de concertation, tout comme Emmanuel Macron. Le groupe France Télévisions annonce le jour même qu'il maintient le débat prévu le 20 avril. François Fillon, de son côté, déclare que ce troisième débat n'a « aucun intérêt » si tous les candidats ne sont pas présents. Le CSA se montre, par ailleurs, « préoccupé » par cette date trop proche du scrutin, qui empêcherait les candidats de répondre à d'éventuelles polémiques, et propose un dialogue entre la chaîne et les candidats. Le 5 avril 2017, France 2 annonce qu'elle renonce à organiser ce débat, préférant proposer à chacun des onze candidats une série d'entretiens de quinze minutes face à Léa Salamé et David Pujadas, qui sont diffusés à la même date du 20 avril,.

##### 20 mars: premier débat, à cinq
Le premier, animé par les journalistes Anne-Claire Coudray et Gilles Bouleau, s'est tenu le 20 mars 2017 à 21 heures en direct sur TF1, LCI, ainsi que France 24 (en français et traduit en arabe et en anglais), réunissant cinq des onze prétendants au poste de chef d'État — ceux ayant au moins 10 % d'intentions de vote dans les sondages — François Fillon, Benoît Hamon, Marine Le Pen, Emmanuel Macron et Jean-Luc Mélenchon. Il a lieu sur le plateau du studio 217 de la Plaine Saint-Denis. Après une introduction où les candidats ont défini le président qu'ils seront, le débat a été divisé en trois thématiques : le modèle de société (comprenant des questions, entre autres, sur les institutions, la sécurité, l'immigration, l'identité et l'écologie), le modèle économique (le travail, le commerce international, la protection sociale et la fiscalité) et enfin la place de la France dans le monde (la géopolitique, l'Europe, le terrorisme ou encore les frontières),. Les cinq candidats avaient deux minutes pour répondre à chaque question ; au bout de 1 min 30 s, les adversaires pouvaient toutefois les interpeller. Ce premier débat a rassemblé plus de 10,1 millions de téléspectateurs sur TF1 et LCI, soit 49,6 % de part d'audience (dont 47,9 % pour la première chaîne).
L'organisation de ce débat, avec une partie seulement des candidats, est critiquée par les candidats non invités,. Ainsi, Nicolas Dupont-Aignan, qui en a été exclu, dénonce un « viol démocratique » et appelle au boycott de ce débat, saisissant à cette occasion le CSA, puis le Conseil d'État, mais se voit débouté ; François Asselineau estimait quant à lui qu'il aurait fallu accorder davantage de temps de parole aux candidats les moins connus. TF1 prévoit alors de recevoir les candidats qui ne participent pas au débat dans un module de dix minutes au sein de son Journal de 20 heures. Lors de la séquence du 18 mars présentée par Audrey Crespo-Mara où le candidat de Debout la France est invité, celui-ci dénonce le manque de démocratie dont fait preuve la chaîne et, en geste de protestation, décide de quitter prématurément le plateau tout en donnant deux jours à TF1 pour inviter l'ensemble des candidats. Le soir du débat, François Fillon, puis Emmanuel Macron et Marine Le Pen, commencent leur intervention par une critique de cette situation.

##### 4 avril: second débat, à onze
Le second débat, animé par Ruth Elkrief et Laurence Ferrari, s'est tenu le 4 avril 2017 à 20 h 40 en direct sur BFM TV, CNews, RMC et Dailymotion. Il a eu lieu dans les studios de la Plaine Saint-Denis. Les candidats disposent chacun d'une minute d'introduction et d'une minute de conclusion. Ils débattent ensuite autour de trois thématiques : l'emploi, le modèle social français et la protection des Français. Chaque prétendant a 1 minute 30 pour répondre à une question. Les autres concurrents peuvent l'interpeller. Finalement, chaque candidat aura pu s'exprimer durant plus de 18 minutes, le débat ayant duré près de quatre heures.
Ce second débat aura attiré plus de 6,3 millions de téléspectateurs sur BFM TV et CNews, soit 32 % de part d'audience. BFM TV s'est classée première chaîne de la soirée pour la première fois de son histoire, réunissant 5,5 millions de personnes, établissant du même coup le record historique pour une chaîne de la TNT, depuis leur introduction en 2005.

##### 20 avril: série d'entretiens
France 2, n'ayant pu organiser un débat à onze, a finalement opté pour une série d'entretiens longs d'un quart d'heure, intitulée 15 minutes pour convaincre,, de façon analogue à ce que la chaîne avait proposé cinq ans auparavant dans le cadre de l'émission Des paroles et des actes (hormis le fait qu'en 2012, il y avait deux émissions avec cinq candidats). L'émission est retransmise à partir de 20 heures sur France 2, la chaîne France Info et sur la radio France Inter, et est animée par David Pujadas et Léa Salamé, comme pour L'Émission politique.

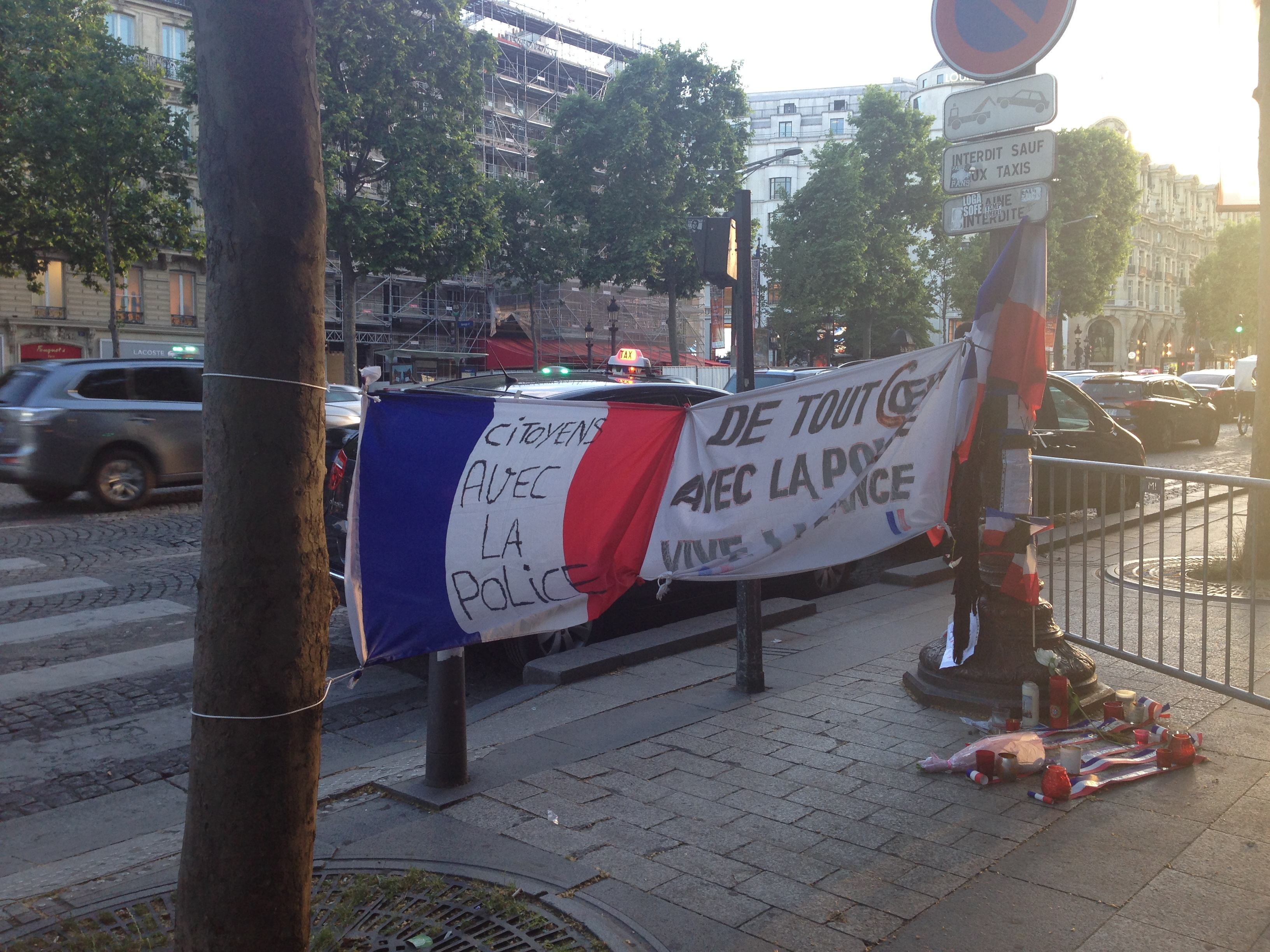
Hommages aux victimes sur l'avenue des Champs-Élysées (photo prise le 4 juin 2017).

Bien que certains candidats aient au départ refusé de participer, tous ont finalement accepté. Les thèmes initialement abordés sont le pouvoir d'achat, le chômage, l'international, et l'Europe. Chaque candidat a l'occasion d'apporter un objet qui représenterait sa campagne, et dispose d'une carte blanche en milieu d'entretien pour s'exprimer pendant plusieurs minutes sur un sujet de son choix. À l'issue des onze entretiens, les candidats se réunissent sur le plateau pour une conclusion longue de 2 minutes 30. Au total, l'émission a duré quatre heures et a été suivie en moyenne par 4,7 millions de téléspectateurs.
Cette émission est bouleversée par une fusillade sur les Champs-Élysées survenue aux alentours de 21 heures. Alors que France Info a basculé son antenne pour couvrir l'événement, l'émission a été maintenue sur France 2 et France Inter, avec des points réguliers sur la situation au cours des entretiens (la première annonce ayant été faite durant le passage de Nicolas Dupont-Aignan). De ce fait, les sujets du terrorisme et de la sécurité intérieure ont dû être abordés plus longuement par les candidats passant après l'annonce de la fusillade, et chaque candidat a pu ensuite s'exprimer à ce sujet durant la conclusion. À la suite du débat, France 2 et France Inter ont proposé une édition spéciale.
À la suite de cet attentat, certains candidats bouleversent leur calendrier. Ainsi, François Fillon (qui l'a annoncé dès sa conclusion dans 15 minutes pour convaincre), Marine Le Pen et Emmanuel Macron annulent leurs déplacements du 21 avril,, dernier jour de la campagne officielle du premier tour, et font des allocutions dans la matinée.

### Premier tour
C'est la première fois qu'une présidentielle se déroule sous état d'urgence, en vigueur depuis les attentats du 13 novembre 2015. À la suite de l'attentat sur l'avenue des Champs-Élysées, le ministère français de l'Intérieur renforce le dispositif chargé d'assurer la sécurité des deux tours de l'élection. Plus de 50 000 policiers et gendarmes (dont 12 000 dans l'agglomération parisienne), appuyés par 7 000 militaires de l'opération Sentinelle sont mobilisés pour sécuriser les 67 000 lieux de vote, ce qui correspond à un quart des effectifs totaux des forces de l'ordre en France. Plusieurs maires prennent à leur charge le coût d'agents de sécurité privée et de vigiles supplémentaires déployés au niveau des lieux de vote.
Le vote débute le samedi 22 avril à 8 heures du matin (midi heure de Paris) à Saint-Pierre-et-Miquelon, suivi de la Guyane, des Antilles et des Amériques,. Si la participation semble faible en Guyane, qui sort juste d'un long conflit social, l'affluence est importante au Canada, notamment à Montréal où l'attente devant les bureaux de vote dépasse deux heures.
Après les résultats du premier tour qualifiant Emmanuel Macron et Marine Le Pen, les marchés financiers réagissent positivement en France et à l'étranger.

### Second tour

#### Campagne
Dès le soir du 23 avril 2017, François Fillon et Benoît Hamon appellent à voter pour Emmanuel Macron pour battre Marine Le Pen. Les autres candidats éliminés ne donnent alors aucune consigne de vote.
Jean-Luc Mélenchon appelle les 450 000 personnes qui l'ont investi via une plateforme numérique comme candidat à la présidentielle à se prononcer pour décider de la position du mouvement au second tour. Le 28 avril, il annonce qu'il ira voter et qu'il « ne voter[a] pas FN » mais ne donne pas de consigne de vote, certains analystes estimant que ses propos indiquaient qu'il voterait personnellement pour Macron. Nathalie Arthaud annonce qu'elle votera blanc tandis que Jacques Cheminade indique qu'il refusait à titre personnel de voter en faveur de Marine Le Pen. Le 28 avril, Nicolas Dupont-Aignan annonce qu'il soutient Marine Le Pen au second tour de l'élection présidentielle, précisant avoir signé un « accord de gouvernement élargi » avec la candidate du Front national. Jean Lassalle indique quant à lui qu'il votera blanc au second tour.
La LICRA, SOS Racisme, le CRIF, le CFCM et l'UOIF ont appelé à voter en faveur d'Emmanuel Macron,.
Le 27 avril 2017 Emmanuel Macron a obtenu le soutien « exigeant » de 150 politiques « anti-Le Pen » d'horizons variés. Le 30 avril, le centriste Jean-Louis Borloo, ancien ministre, déclare qu'il s'« engage à fond » en faveur de Macron.
Marine Le Pen reçoit le soutien de plusieurs mouvements et personnalités de droite parmi lesquels Nicolas Dupont-Aignan qui annonce le 28 avril qu'il soutient Marine Le Pen au second tour de l'élection présidentielle, précisant avoir signé un « accord de gouvernement élargi » avec la candidate du Front national. Marine Le Pen annonce le lendemain qu'elle nommera Dupont-Aignan Premier ministre en cas de victoire. D'autres comme Christine Boutin (qui annonce que son « objectif c'est d'affaiblir Emmanuel Macron »), Jacques Bompard, Marie-France Garaud, Bruno North (CNIP), Françoise Hostalier, Christian Vanneste appellent à voter pour la candidate.
Au sein des Républicains, une division interne sur les consignes de vote de François Fillon a lieu. Même si la grande majorité des figures du parti annonce qu'elle va voter Macron, d'autres comme Laurent Wauquiez ou Éric Ciotti refusent de donner des consignes de vote. Il y a également ceux qui appellent à voter blanc et qui s'engagent contre Emmanuel Macron comme Lionnel Luca, Georges Fenech, Nadine Morano, Nicolas Dhuicq, Guillaume Larrivé, Brice Hortefeux, Jacques Myard, Yannick Moreau ou encore Henri Guaino. De même, Jean-Frédéric Poisson, responsable du Parti chrétien-démocrate, membre associé de LR, annonce qu'il refuse de soutenir Macron.
Traditionnellement (depuis 1974 et à l'exception notable de l'élection de 2002), un débat télévisé entre les deux finalistes a lieu quelques jours avant ce second tour. Contrairement à Jacques Chirac, qui avait refusé de débattre face au candidat du Front national en 2002, Emmanuel Macron accepte le débat face à Marine Le Pen. Le débat se déroule le 3 mai 2017 à partir de 21 h pour une durée de 2 h 20, et est diffusé sur TF1, France 2 et les chaînes d'information en continu. TF1 et France 2 ont proposé que le débat soit animé par Gilles Bouleau et David Pujadas mais, après la réserve du CSA sur la mise en place d'un duo qui ne soit pas mixte, les deux chaînes s'accordent finalement sur une paire composée de Christophe Jakubyszyn et Nathalie Saint-Cricq.
Le 4 mai 2017, Emmanuel Macron obtient le soutien de Barack Obama. Mais l'équipe de campagne d'Emmanuel Macron commet une erreur en traduisant les « liberal values » évoquées par Barack Obama par « valeurs libérales », là où il aurait plutôt fallu lire « valeurs progressistes », le mot « libéral » n'ayant pas du tout le même sens des deux côtés de l'Atlantique.

#### Fausses informations
Plusieurs fausses informations se sont répandues pendant la campagne, notamment de la part du FN et de certains internautes. Ainsi, expliquent notamment Samuel Laurent et Adrien Sénécat dans Le Monde : « À lui seul, Emmanuel Macron a été ciblé par toute une gamme d'attaques. On a ainsi tenté de lui trouver de prétendues « affaires » (une première rumeur de compte offshore juste avant le premier tour et un prétendu « cadeau fiscal » de 14 milliards d'euros à Patrick Drahi) ; des propositions impopulaires lui ont été imputées à tort (par exemple le souhait de faire entrer la Turquie dans l'Europe ou une supposée « taxe sur les loyers fictifs » pour les propriétaires) ; d'autres, enfin, ont été montées de toutes pièces pour écorner son image, tel son prétendu refus de serrer des mains d'ouvriers ou le financement de sa campagne par l'Arabie saoudite ».
Après le débat du 3 mai entre les deux adversaires du deuxième tour, plusieurs médias démontrent la façon dont une simple rumeur, totalement fabriquée, sur un compte bancaire caché que posséderait Emmanuel Macron aux Bahamas, est arrivée dans les propos de Marine Le Pen dans les derniers instants de ce débat,,,. Le lendemain du débat Emmanuel Macron porte « plainte contre X » pour « propagation de fausse nouvelle ».
Quatre chercheurs, Oscar Barrera et Ekaterina Zhuravskaya de l'École d'économie de Paris et Sergei Guriev et Emeric Henry de Sciences Po Paris, établissent, à partir d'une étude menée auprès de 2 500 électeurs sur les fausses informations prononcées par Marine Le Pen sur l'immigration, que « le fact-checking échoue complètement à contrecarrer l'effet persuasif des arguments populistes fondés sur les faits alternatifs ».

#### Attaques de hackers: affaire MacronLeaks
Un rapport présenté le 25 avril 2017 par l'entreprise japonaise de cybersécurité Trend Micro affirme qu'En marche a été la cible de tentatives d'hameçonnage en mars. Selon Trend Micro, le responsable de ces attaques informatiques est le groupe de hackers russes Pawn Storm, également connu sous le nom de Fancy Bears, Tsar Team ou APT28, déjà accusé d'avoir visé le Parti démocrate durant la campagne présidentielle d'Hillary Clinton aux États-Unis. Ce groupe est soupçonné de liens avec les services de sécurité russes, ce qui serait le signe de la volonté de Moscou d'influencer les scrutins des pays occidentaux. Le porte-parole du Kremlin nie toute implication dans la campagne française.
Le 5 mai 2017, des milliers de documents internes à l'équipe d'Emmanuel Macron (e-mails, photos et documents comptables représentant 9 gigaoctets de données) sont postés sur Pastebin, un site qui permet le partage anonyme de documents,,. Ces documents sont relayés à 20 h 35 par le forum 4chan, notamment fréquenté par l'extrême droite américaine et par des comptes Twitter pro-Trump (mais aussi fréquenté par des milliers d'autres personnes), avec la mention « #MacronLeaks », avant d'être relayés à 21 h 31 par WikiLeaks, qui leur donne une visibilité mondiale, et à 23 h 40 par Florian Philippot, bras droit de Marine Le Pen,. Dans un communiqué de presse diffusé à 23 h 55, quelques minutes avant la clôture de la campagne officielle, l'équipe d'Emmanuel Macron annonce avoir été « victime d'une action de piratage massive et coordonnée donnant lieu ce soir à la diffusion sur les réseaux sociaux d'informations internes de nature diverse (mails, documents comptables, contrats...) »,,. Elle prévient que « ceux qui font circuler ces documents ajoutent à des documents authentiques nombre de faux documents afin de semer le doute et la désinformation »,. Le 6 mai, la Commission nationale de contrôle de la campagne électorale demande aux organes de presse « de ne pas rendre compte du contenu de ces données, en rappelant que la diffusion de fausses informations est susceptible de tomber sous le coup de la loi, notamment pénale ».
Le 2 juin 2017, par l'intermédiaire de son directeur, Guillaume Poupard, l'Agence nationale de la sécurité des systèmes d'information (ANSSI) fait savoir que « l'attaque était si générique et simple qu’elle pourrait être quasiment l’œuvre de n'importe qui », affirmant n'avoir aucune certitude concernant l'origine de l'attaque,.

#### Principales tribunes médiatiques
- 20 Heures de France 2 : entretien dans le Journal de 20 heures sur France 2 présenté par David Pujadas. Marine Le Pen est invitée le 24 avril, Emmanuel Macron le 25[181],[182].
- Élysée 2017 : émission diffusée à 21 h sur TF1 et LCI et présentée par Anne-Claire Coudray et Gilles Bouleau. Marine Le Pen est invitée le 25 avril, Emmanuel Macron le 27[183].
- Invités de France Bleu et France 3 Régions : entretien organisé par France Bleu et France 3 Régions. Les entretiens sont diffusés à 8 h 10 en direct et simultané sur les 44 radios du réseau France Bleu, sur francebleu.fr, sur les sites régionaux france3.fr et en Facebook Live. Enfin, il est diffusé en intégralité à 12 h dans les éditions régionales du 12/13. Marine Le Pen est interviewée le vendredi 28 avril à Nice par Laurent Vareille, de France Bleu Azur, et Henri Migout, de France 3 Côte d'Azur. Emmanuel Macron est interviewé le samedi 29 à Poitiers par Delphine Garnault, de France Bleu Poitou, et Fabrice Bidault, de France 3 Poitou[184].
- 20 Heures de France 2 : entretien d'une quinzaine de minutes diffusé le 30 avril 2017 dans le Journal de 20 heures sur France 2. Marine Le Pen et Emmanuel Macron sont interrogés le jour-même dans les conditions du direct par Laurent Delahousse dans leur QG de campagne[185].
- 20 Heures de TF1 : entretien dans le Journal de 20 heures sur TF1 présenté par Gilles Bouleau. Emmanuel Macron est invité le 1er mai, Marine Le Pen le 2.
- L'Entretien décisif : entretien d'une quinzaine de minutes diffusé après le Journal de 20 heures sur France 2. Les candidats répondent aux questions de David Pujadas et François Lenglet. Marine Le Pen est invité le 1er mai, Emmanuel Macron le 4.
- L'heure du choix : émission diffusée sur BFM TV et RMC entre 8 h 30 et 9 h 30 et présentée par Jean-Jacques Bourdin. Emmanuel Macron est invité le 2 mai, Marine Le Pen le 4[186].
- Débat télévisé : traditionnel débat de l'entre-deux-tours animé par Christophe Jakubyszyn et Nathalie Saint-Cricq opposant les deux candidats le 3 mai 2017. Diffusé sur sept chaînes de télévision (TF1, France 2, LCP, BFM TV, LCI, CNews et France Info)[187], le débat rassemble 15,15 millions de téléspectateurs, soit 60 % du public[188].
- RTL Matin : entretien de vingt-trois minutes diffusé le 5 mai 2017 dans RTL Matin sur RTL. Les deux candidats sont interrogés par Élizabeth Martichoux et Yves Calvi. Marine Le Pen, interrogée la première, est présente dans les studios de RTL à Paris, tandis qu'Emmanuel Macron intervient ensuite en direct de Rodez[189],[190],[191].

## Exposition médiatique
De nombreux observateurs soulignent ou s'interrogent sur l'intérêt médiatique dont Emmanuel Macron ferait l'objet,,,,. Mediapart relève que « presque une cinquantaine de couvertures de magazine » lui sont consacrées entre novembre 2016 et janvier 2017, contre « une poignée » pour Jean-Luc Mélenchon, généralement situé une position derrière lui dans les intentions de vote et qui rencontre un succès similaire dans les meetings et sur internet. Emmanuel Macron est parfois présenté comme étant le « candidat des médias »,,,, parmi lesquels il bénéficie du soutien de Xavier Niel et Pierre Bergé, copropriétaires du groupe Le Monde, et de Claude Perdriel, ancien propriétaire du Nouvel Observateur. Divers documents et articles d'analyse montrent comment sa stratégie de campagne électorale est développée selon des méthodes marketing, le candidat étant lancé comme un produit commercial. Derrière la gestion de cette communication, est mis en avant le savoir-faire de Maurice Lévy, PDG de Publicis Groupe, qui compte parmi ses conseillers,. Il recueille des soutiens y compris dans des titres de la presse américaine et britannique tels que le Financial Times ou Foreign Policy,. Le magazine Marianne montre que BFM TV, dont l'un des actionnaires de référence est Patrick Drahi, diffuse au total autant de minutes de meetings du candidat Macron que de l'ensemble de ses quatre principaux concurrents réunis, ce qu'il qualifie de « véritable matraquage télévisuel ». Le fait que Bernard Mourad, ancien dirigeant du groupe de médias de Patrick Drahi, ait rejoint en tant que conseiller l'équipe de campagne d'Emmanuel Macron, ainsi qu'une poignée de main échangée avec Ruth Elkrief renforcent les interrogations sur ses liens avec les journalistes et les médias,.
Beaucoup d’articles, d’émissions, de débats sont effectués/ont lieu lors de cette élection. Les audiences des médias traditionnels sont excellentes, TF1 et France 2 ayant réuni 15 millions de téléspectateurs lors du débat du second tour entre Marine Le Pen et Emmanuel Macron. Le plus grand succès intervient sur les sites internet et cette élection marque une évolution des moyens de communication des politiques vers les électeurs : par exemple, Jean Luc Mélenchon crée une chaîne YouTube afin de se démarquer des autres candidats et de toucher un public plus jeune.
À travers cette campagne, l’attitude des médias est remise en cause. L'impression que ceux-ci ont influencé les résultats de l’élection règne en France, particulièrement chez les partis politiques défaits. C’est notamment le cas chez Les Républicains, qui remettent en cause l’objectivité de la presse, en particulier en raison de l’importance du traitement, du choix du temps et de la rapidité de la mise en examen du candidat LR dans l’affaire Fillon. Le 6 février 2017, François Fillon reproche aux journalistes de l’avoir « lynché et de l’« assassiner politiquement ». Les électeurs de Marine Le Pen partagent en grande partie ce point de vue. Dans l’entre-deux-tours, Marine Le Pen critique également les médias, et plus précisément BFM TV, déclarant : « Les médias se déchaînent pour tenter de nous atteindre de leurs flèches venimeuses. Mais vous connaissez leurs méthodes : dès la fin de la diffusion de ce meeting d'ailleurs, certaines chaînes, BFMTV sûrement, le feront commenter par un plateau d'éditorialistes dont ils savent très bien qu'ils sont des militants de longue date contre nous, contre les électeurs patriotes ».
En février 2017, le politologue Thomas Guénolé, à l'époque soutien de Jean-Luc Mélenchon, affirme à partir d'une analyse quantitative comparée du taux d'exposition médiatique d'Emmanuel Macron, qu'il a existé d'avril à septembre 2016 une « bulle médiatique » en faveur de ce dernier. Il qualifie par la suite cette « bulle médiatique » de « matraquage publicitaire massif ».
Analysant trente semaines de couverture de la campagne par le Journal de 20 heures de TF1, l'universitaire Christophe Piar relève que celui-ci a consacré à Emmanuel Macron 1 644 minutes : « À titre de comparaison, sur des périodes équivalentes, le journal de 20 heures de la même chaîne avait consacré 1 122 minutes à la présidentielle de 1981, 1 021 minutes à celle de 1988, 1 553 minutes à celle de 1995, 1 017 minutes à celle de 2002 et 1 160 minutes à celle de 2007. Les données manquent pour l'élection de 2012, mais on peut avancer l'hypothèse que le traitement a été inférieur à celui de la campagne de 2017 du fait d'un suspense limité quant à l'issue du scrutin. Ainsi, marquée par l'organisation inédite d'une primaire « ouverte » par les Républicains et par celle du Parti socialiste et de ses alliés, la campagne de 2017 bénéficie très probablement du niveau de visibilité le plus élevé de toutes les présidentielles depuis 1981 ».

## Communication politique
Lors de la campagne présidentielle de 2017, Marine Le Pen a dévoilé un clip de campagne, les médias ont signalé son succès sur les réseaux sociaux avec un style inspiré de séries comme Game of Thrones et House of Cards, visant à projeter une image de leader forte et charismatique,,. Diffusé pour la première fois lors d’un meeting à Lyon, le clip présente des paysages et des scènes évoquant l’autorité et la maîtrise, notamment avec Marine Le Pen se tenant à la barre d’un bateau.
De février à avril 2017, les utilisations d'hologrammes par Jean-Luc Mélenchon et son équipe provoquent la surprise positive des professionnels de la communication, lui permettant un beau succès d'audience sur les réseaux sociaux et les sites de vidéo en ligne.

## Résultats

### Globaux
| Taux de participation | 1er tour | 1er tour | 1er tour   | 2d tour | 2d tour | 2d tour    | Différence entre les deux tours |
| Taux de participation | En 2012  | En 2017  | Différence | En 2012 | En 2017 | Différence | Différence entre les deux tours |
| --------------------- | -------- | -------- | ---------- | ------- | ------- | ---------- | ------------------------------- |
| à midi                | 28,29 %  | 28,54 %  | 0,25       | 30,66 % | 28,23 % | 2,43       | 0,31                            |
| à 17 heures           | 70,59 %  | 69,42 %  | 1,17       | 71,96 % | 65,30 % | 6,66       | 4,12                            |
| final                 | 79,48 %  | 77,77 %  | 1,71       | 80,35 % | 74,56 % | 5,79       | 3,21                            |

Lors du premier tour de l'élection, les estimations données à 20 heures par les médias français, à partir d'estimations fournies par les instituts de sondages,, confirmées par les données communiquées par le ministère de l'Intérieur dans la nuit, donnent qualifiés pour le second tour :

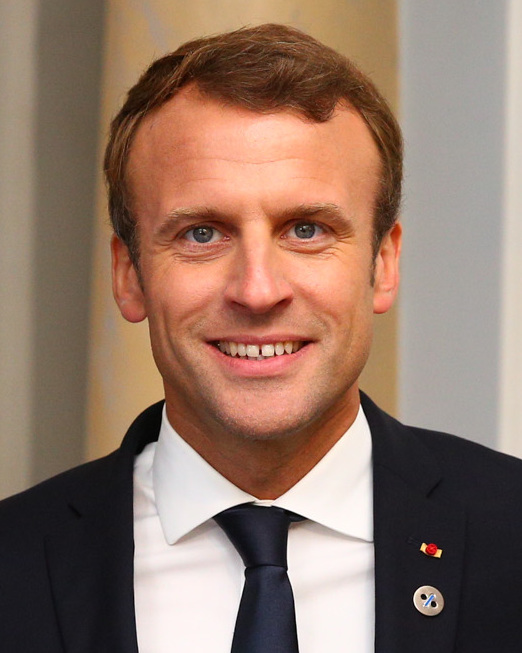
Emmanuel Macron
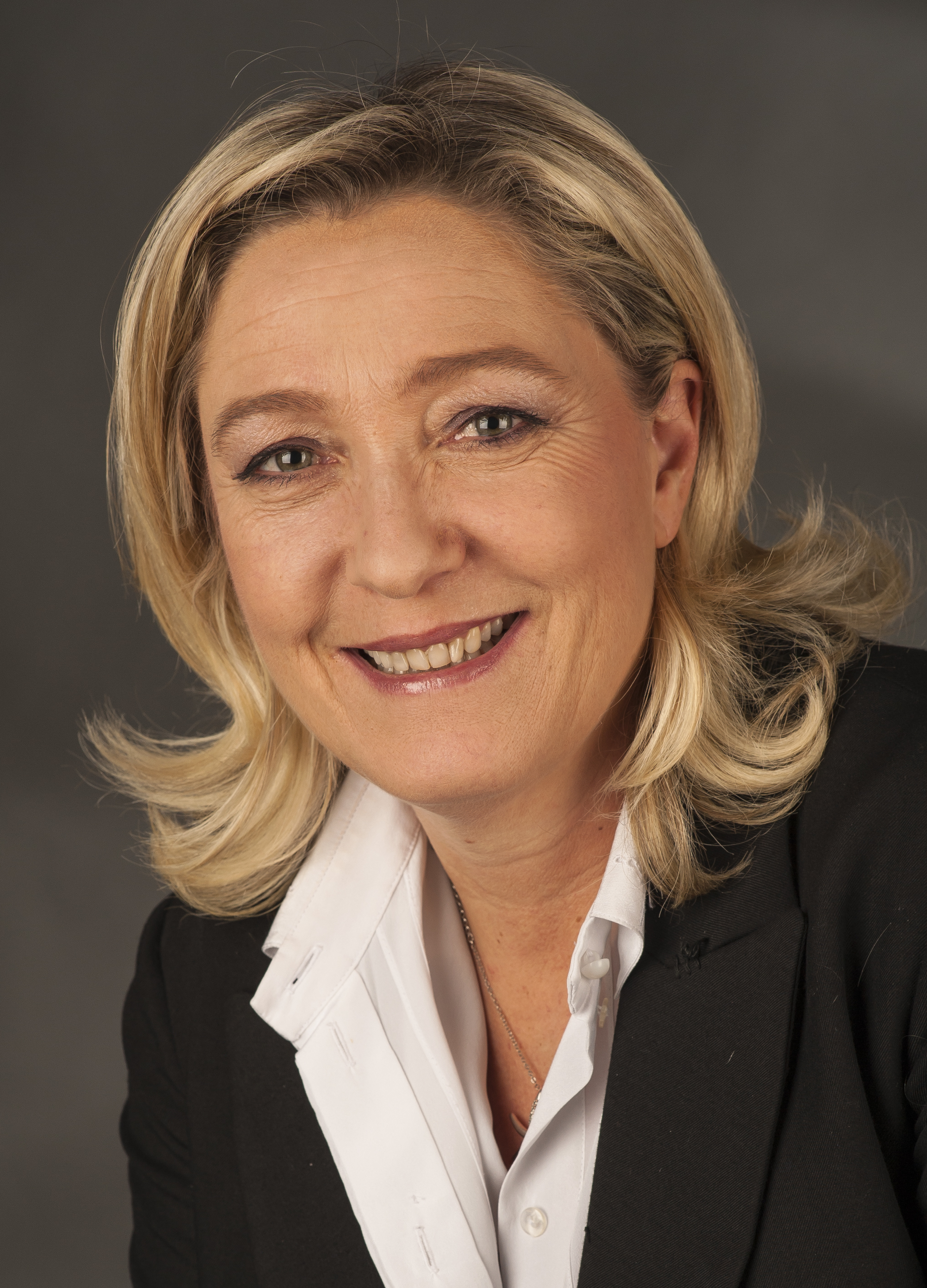
Marine Le Pen

Des estimations sensiblement différentes ont été publiées à 20 heures concernant le score de la candidate du FN (23 % sur TF1, 21,7 % sur France 2, etc.). Le ministère de l'Intérieur annonçant à 20 h 23 une avance de la candidate du FN à 25,06 % mais sur la base de 6,7 millions de bulletins dépouillés. La tendance ne s'inverse qu'en soirée avec la prise en compte des bureaux de vote fermant à 20 heures avec Macron à 23,11 % devançant pour la première fois Le Pen à 23,07 % à 23 h 35 sur la base de 76 % des inscrits.
Malgré une interdiction légale sur le territoire français, la RTBF diffuse des estimations de résultats sur Internet vers 18 heures, sans indiquer de sources. Elle estime que « son rôle n'est pas de taire ces chiffres ». Les entreprises de sondages françaises affirment pour leur part ne pas avoir communiqué de données.
Seuls les résultats proclamés par le Conseil constitutionnel, lors de la conférence de presse de son président Laurent Fabius le 10 mai (à 17 h 30), ont valeur officielle. Ce jour-là, le Conseil constitutionnel proclame officiellement l'élection d'Emmanuel Macron sans modifier les résultats de l'élection.
| Candidats                | Candidats                | Partis                   | Premier tour | Premier tour | Second tour | Second tour |
| Candidats                | Candidats                | Partis                   | Voix         | %            | Voix        | %           |
| ------------------------ | ------------------------ | ------------------------ | ------------ | ------------ | ----------- | ----------- |
|                          | Emmanuel Macron          | EM                       | 8 656 346    | 24,01        | 20 743 128  | 66,10       |
|                          | Marine Le Pen            | FN                       | 7 678 491    | 21,30        | 10 638 475  | 33,90       |
|                          | François Fillon          | LR                       | 7 212 995    | 20,01        |             |             |
|                          | Jean-Luc Mélenchon       | LFI                      | 7 059 951    | 19,58        |             |             |
|                          | Benoît Hamon             | PS                       | 2 291 288    | 6,36         |             |             |
|                          | Nicolas Dupont-Aignan    | DLF                      | 1 695 000    | 4,70         |             |             |
|                          | Jean Lassalle            | RES                      | 435 301      | 1,21         |             |             |
|                          | Philippe Poutou          | NPA                      | 394 505      | 1,09         |             |             |
|                          | François Asselineau      | UPR                      | 332 547      | 0,92         |             |             |
|                          | Nathalie Arthaud         | LO                       | 232 384      | 0,64         |             |             |
|                          | Jacques Cheminade        | SP                       | 65 586       | 0,18         |             |             |
|                          |                          |                          |              |              |             |             |
| Suffrages exprimés       | Suffrages exprimés       | Suffrages exprimés       | 36 054 394   | 97,45        | 31 381 603  | 88,48       |
| Votes blancs             | Votes blancs             | Votes blancs             | 659 997      | 1,78         | 3 021 499   | 8,52        |
| Votes nuls               | Votes nuls               | Votes nuls               | 289 337      | 0,77         | 1 064 225   | 3,00        |
| Total                    | Total                    | Total                    | 37 003 728   | 100          | 35 467 327  | 100         |
| Abstention               | Abstention               | Abstention               | 10 578 455   | 22,23        | 12 101 366  | 25,44       |
| Inscrits / Participation | Inscrits / Participation | Inscrits / Participation | 47 582 183   | 77,77        | 47 568 693  | 74,56       |

| Emmanuel Macron (66,10 %) |  |  | Marine Le Pen (33,90 %) |
| ▲                         |  |  |                         |

#### Variation au premier tour comparé au dernier scrutin
| Parti | Parti                         | Candidat 2012         | %       | Candidat 2017         | %     | +/-   |
| ----- | ----------------------------- | --------------------- | ------- | --------------------- | ----- | ----- |
|       | En marche                     | Nouveau               | Nouveau | Emmanuel Macron       | 24,01 | -     |
|       | Front national                | Marine Le Pen         | 17,90   | Marine Le Pen         | 21,30 | 3,40  |
|       | Les Républicains              | Nicolas Sarkozy       | 27,18   | François Fillon       | 20,01 | 7,17  |
|       | La France insoumise           | Jean-Luc Mélenchon    | 11,10   | Jean-Luc Mélenchon    | 19,58 | 8,48  |
|       | Parti socialiste              | François Hollande     | 28,63   | Benoît Hamon          | 6,36  | 22,27 |
|       | Debout la France              | Nicolas Dupont-Aignan | 1,79    | Nicolas Dupont-Aignan | 4,70  | 2,91  |
|       | Résistons                     | Nouveau               | Nouveau | Jean Lassalle         | 1,21  | -     |
|       | Nouveau Parti anticapitaliste | Philippe Poutou       | 1,15    | Philippe Poutou       | 1,09  | 0,06  |
|       | Union populaire républicaine  | Nouveau               | Nouveau | François Asselineau   | 0,92  | -     |
|       | Lutte ouvrière                | Nathalie Arthaud      | 0,56    | Nathalie Arthaud      | 0,64  | 0,08  |
|       | Solidarité et progrès         | Jacques Cheminade     | 0,25    | Jacques Cheminade     | 0,18  | 0,07  |

### Analyse géographique

#### Premier tour

Candidats arrivés en tête dans chaque département au 1er tour.
Candidats arrivés en deuxième position dans chaque département au 1er tour.

Candidats arrivés en tête dans chaque région métropolitaine au 1er tour.
Candidats arrivés en deuxième position dans chaque région métropolitaine au 1er tour.

Candidats arrivés en tête dans chaque circonscription législative au 1er tour.
Candidats arrivés en tête dans chaque commune au 1er tour.

| Taille de la commune                   | Jean-Luc Mélenchon (LFI) | Emmanuel Macron (EM) | Marine Le Pen (FN) |
| -------------------------------------- | ------------------------ | -------------------- | ------------------ |
| Taille de la commune                   |                          |                      |                    |
| Commune de 1 hab. à 1 999 hab.         | 16,98 %                  | 20,00 %              | 26,76 %            |
| Commune de 2 000 hab. à 14 999 hab.    | 18,67 %                  | 23,03 %              | 24,01 %            |
| Commune de 15 000 hab. à 49 000 hab.   | 22,84 %                  | 24,93 %              | 18,55 %            |
| Commune de 50 000 hab. à 99 000 hab.   | 23,66 %                  | 25,55 %              | 16,01 %            |
| Commune de 100 000 hab. à 199 000 hab. | 23,60 %                  | 26,09 %              | 15,38 %            |
| Commune de plus de 200 000 hab.        | 24,93 %                  | 27,71 %              | 12,06 %            |

Les grandes villes ont davantage voté pour Emmanuel Macron et Jean-Luc Mélenchon que pour Marine Le Pen et François Fillon. Emmanuel Macron est en tête à Paris, Lyon, Bordeaux, Strasbourg et Nantes. Bien que quatrième sur le plan national, Jean-Luc Mélenchon se classe premier à Marseille, Toulouse, Lille, Montpellier et Grenoble.

#### Second tour

Candidats arrivés en tête dans chaque département au 2d tour.
Candidats arrivés en tête dans chaque région métropolitaine au 2d tour.
Candidats arrivés en tête dans chaque commune de France métropolitaine au 2d tour.

Les grandes métropoles votent massivement pour Emmanuel Macron : 89,7 % à Paris, 84,1 % à Lyon, 82,9 % à Toulouse, 85,9 % à Bordeaux, 86,5 % à Nantes, 88,4 % à Rennes. Le géographe Christophe Guilluy y voit une confirmation de l'opposition entre les métropoles — qui bénéficient de la mondialisation et où la présence populaire s'est extrêmement réduite —, qui vote pour Emmanuel Macron, et « la France périphérique », qui vote pour Marine Le Pen.

### Analyse sociologique

#### Abstentionnistes
Le taux d'abstention du premier tour est de 22,2 % et celui du second tour de 25,4 %. C'est la première fois qu'on compte moins de votants au second qu'au premier depuis l'élection présidentielle de 1969 – les communistes ayant alors appelé au boycott du scrutin au second tour opposant Georges Pompidou à Alain Poher.
Les jeunes représentent la plus grande part des abstentionnistes : 29 % chez les 18-24 ans et 28 % des 25-34 ans ne se sont pas déplacés au premier tour de la présidentielle selon l'Ipsos. Ce sont les retraités qui comptent la plus forte participation (87 %). La tendance est la même au second tour.
Les catégories socioprofessionnelles jouent un rôle sur l'abstention. Plus le statut social est élevé plus la participation aux élections est importante. Lorsque le niveau de revenu du foyer est inférieur à 1 250 € par mois, le taux d'abstention est de 30 %. De 26 % dans la tranche 1 250 €-2 000 €, 20 % dans la tranche de 2000 à 3 000 € et de 16 % au sein des foyers qui disposent d'un revenu mensuel supérieur à 3 000 €. En effet, le taux d'abstention est dégressif lorsque le revenu du foyer augmente. Ainsi l'Ipsos recense 29 % d'abstentionnistes chez les employés et les ouvriers, pour 21 % chez les cadres et 22 % chez les professions intermédiaires. De plus, n'ont pas voté 28 % de ceux qui disent « s'en sortir très difficilement avec les revenus du ménage » ; ce pourcentage est de 18 % parmi ceux qui disent s'en sortir « facilement ». Ces chiffres sont similaires au second tour.

#### Votants

##### Second tour
| Catégorie                  | Macron | Le Pen |
| -------------------------- | ------ | ------ |
|                            |        |        |
| Ensemble                   | 66 %   | 34 %   |
| Âge                        |        |        |
| 18-24 ans                  | 66 %   | 34 %   |
| 25-34 ans                  | 60 %   | 40 %   |
| 35-49 ans                  | 57 %   | 43 %   |
| 50-59 ans                  | 64 %   | 36 %   |
| 60-69 ans                  | 70 %   | 30 %   |
| 70 ans et plus             | 78 %   | 22 %   |
| Sexe                       |        |        |
| Hommes                     | 62 %   | 38 %   |
| Femmes                     | 68 %   | 32 %   |
| Profession                 |        |        |
| Cadres                     | 82 %   | 18 %   |
| Professions intermédiaires | 67 %   | 33 %   |
| Employés                   | 54 %   | 46 %   |
| Ouvriers                   | 44 %   | 56 %   |
| Retraités                  | 74 %   | 26 %   |
| Revenus mensuels           |        |        |
| Moins de 1 250 euros       | 55 %   | 45 %   |
| 1 250-2 000 euros          | 59 %   | 41 %   |
| 2 000-3 000 euros          | 64 %   | 36 %   |
| Plus de 3 000 euros        | 75 %   | 25 %   |

##### Premier tour

###### Électorat d'Emmanuel Macron
Selon Ipsos, le candidat d'En marche aurait réuni plus de 20 % des suffrages dans toutes les tranches d'âge à partir de 25 ans.
Du côté socioprofessionnel, il aurait séduit un cadre sur trois (jusqu’à 39 % selon BVA), un quart des « professionnels intermédiaires » et des retraités, un salarié sur quatre (public comme privé) et un quart des électeurs « à leur compte ». Au second tour, 74 % des retraités auraient voté pour lui, dont 78 % pour les 70 ans et plus.
Il aurait récolté la majorité des suffrages chez les électeurs plus aisés, c'est-à-dire ceux dont le revenu mensuel du foyer est compris entre 2 000 € et 3 000 € (25 %) ou supérieur à 3 000 € (35 %), mais aussi un tiers de ceux qui déclarent « s'en sortir facilement » avec les revenus du ménage et 35 % de ceux de la « France optimiste » (vivent bien et pensent que la prochaine génération vivra mieux encore). Au second tour, il enregistre également ses meilleurs résultats auprès de ceux qui déclarent « s’en sortir facilement avec les revenus du ménage » (79 %).

###### Électorat de Marine Le Pen
Selon l’institut Ipsos, Marine Le Pen obtient 21 % chez les 18-24 ans contre 30 % pour Jean-Luc Mélenchon. Cependant, d’après OpinionWay, elle arrive en tête chez les 18-34 ans avec 26 %, contre 25 % pour Jean-Luc Mélenchon. Ipsos indique qu’elle arrive en tête chez les 35-49 ans, avec 29 %, et les 50-59 ans, avec 27 %.
D’après Ipsos, Marine Le Pen a séduit un tiers des employés (32 %), mais surtout la majorité des salariés privés (26 %) et des ouvriers (39 %). Selon BVA, les ouvriers ont voté pour elle à 45 %, largement devant Jean-Luc Mélenchon (21 %). Ipsos indique que 32 % des électeurs qui vivent dans un foyer possédant moins de 1 250 euros de revenus mensuels ont voté pour elle, devant Jean-Luc Mélenchon (25 %).

###### Électorat de François Fillon
François Fillon apparaît comme le candidat de l'électorat âgé selon Ipsos, 45 % des suffrages des plus de 70 ans et plus, et 36 % chez les retraités. Dans les autres catégories d'âge, il n'aurait pas obtenu plus de 25 %. Selon BVA et OpinionWay, il a obtenu 41 % du vote des 65 ans et plus, devant Emmanuel Macron.
Par rapport aux catégories socioprofessionnelles, il est devancé (24 %) par Emmanuel Macron (30 %). Les plus riches ont davantage voté en faveur d’Emmanuel Macron que pour lui,.

###### Électorat de Jean-Luc Mélenchon
D’après Ipsos et BVA, Jean-Luc Mélenchon devance la candidate du FN chez les 18-24 ans, avec respectivement 30 % et 27 %. Cependant, OpinionWay indique qu’il arrive derrière Marine Le Pen chez les 18-34 ans.
Ipsos indique qu'il arrive en tête chez les chômeurs (31 %), et qu’il dépasse les 20 % auprès des professionnels intermédiaires (22 %), des employés (22 %) et des ouvriers (24 %). Il est largement devancé par Marine Le Pen au sein de la classe ouvrière. Toujours d’après Ipsos, Jean-Luc Mélenchon aurait remporté les voix d'un électeur sur quatre dans les deux tranches de revenus inférieures (revenus du foyer en dessous de 1 250 € ou compris entre 1 250 € et 2 000 €).

##### Report des voix au second tour
Au second tour, Emmanuel Macron a bénéficié du report de 71 % des voix de Benoît Hamon, de 52 % de Jean-Luc Mélenchon et de 48 % de François Fillon. Ces reports ont encore été plus massifs dans les grandes villes bourgeoises.

### Structure des votes
Le Monde estime que « rarement le souverainisme n'aura été aussi présent dans une campagne présidentielle ». Certains analystes considèrent que cette élection traduit une progression notable du souverainisme et du populisme,,. Olivier Costa relève que « les enjeux européens ont émergé comme la toile de fond de la campagne, dans le contexte de la montée du populisme et de l'euroscepticisme sur le continent européen » : alors que cinq candidats appellent implicitement ou explicitement au retrait de la France de l'Union européenne (François Asselineau, Jacques Cheminade, Nicolas Dupont-Aignan, Marine Le Pen, Philippe Poutou), seuls François Fillon, Benoît Hamon et Emmanuel Macron ont adopté une « position modérée » sur l'Union européenne.
Pour le géographe Christophe Guilluy, l'élection présidentielle de 2017 achève la recomposition politique de l'électorat et la perte de signification de la dichotomie droite/gauche. Celle-ci est particulièrement visible au second tour : la bourgeoisie conservatrice (Fillon) et la bourgeoise progressiste (Hamon et partiellement Mélenchon) vote Emmanuel Macron. Celui-ci parvient également à faire le plein de voix avec les catégories protégées de la mondialisation : les retraités (74 %) et les fonctionnaires (61 %), qui lui offrent la victoire. En face, Marine Le Pen obtient ses meilleurs résultats chez les électeurs affirmant s'en sortir « très difficilement » (69 %), les ouvriers (56 %) et les employés (46 %).
Des ordinateurs de vote ont été utilisés dans 66 communes, c'est-à-dire par 1,3 million d'électeurs.
En moyenne, les différences entre nombre de votes et nombre d'émargements ont été 4 à 5,5 fois plus importantes dans les bureaux de vote équipés d'ordinateurs de vote par rapport à des bureaux de vote équipés d'urnes et situés dans des villes comparables ,.

### Réactions immédiates
Dès l'annonce des résultats du premier tour, des groupes hétéroclites de casseurs, de militants antifascistes et de partisans de Jean-Luc Mélenchon se rassemblent dans l'Est parisien pour protester contre la présence de Marine Le Pen et d'Emmanuel Macron au second tour. Des dégradations de mobilier urbain, de magasins et de véhicules privés ont lieu lors de ces manifestations, dans certains quartiers de Paris (Stalingrad, Belleville).
Le lundi 24 avril, le CAC 40 gagne 4,1 % dès l'ouverture, poussé vers le haut par les valeurs bancaires prenant entre 7 et 9 % ; les marchés sont en effet rassurés par la victoire considérée comme probable d'Emmanuel Macron.

## Financements et comptes de campagne
En novembre 2016, alors qu'Emmanuel Macron organise des collectes de fonds et récolte des dons de particuliers qui dépassent le budget de François Fillon ou Alain Juppé pour la primaire de la droite,,, Benoît Hamon presse le candidat d'En marche de révéler la liste de ses donateurs, mettant entre autres en avant les conflits d'intérêts possibles liés à son statut d'ancien associé de la banque Rothschild. Ce dernier refuse cette transparence taxant la demande de « démagogique ».
Dans leur ouvrage intitulé Dans l'enfer de Bercy, les journalistes Marion L'Hour et Frédéric Says relèvent qu'Emmanuel Macron a utilisé à lui seul 80 % de l'enveloppe annuelle des frais de représentation accordée à son ministère, soit plus de 120 000 € en huit mois en organisant de nombreux dîners,,. Il est alors accusé par les députés Christian Jacob (LR) et Philippe Vigier (UDI) d'avoir utilisé cet argent pour mettre en avant En marche. Il affirme n'avoir rien à se reprocher et que les 120 000 euros dépensés lui ont servi à « recevoir [ses] homologues, des entrepreneurs, des femmes et des hommes de la vie française » dans le cadre de son rôle de ministre,. Selon Le Monde, Macron aurait pu cibler « des interlocuteurs plus susceptibles de l'aider à préparer sa future campagne présidentielle qu'à alimenter ses activités de ministre » et dépensé 80 % du budget annuel de fonctionnement de son ministère en huit mois, mais il est peu probable qu'il soit poursuivi. S'il confirme les dépenses, son successeur au ministère de l'Économie Michel Sapin n'y voit quant à lui rien d'illégal, considérant que Macron « n'a pas dépensé plus » d'argent qu'il n'en avait le droit. Il déplore en revanche son désengagement vis-à-vis de ses fonctions lors de ses derniers mois au ministère. Emmanuel Macron répond qu'il s'agit de propos diffamatoires, qu'« aucun centime » de son budget ministériel n'a été dépensé pour soutenir son parti et qu'il s'est montré très actif « comme doit l'être un ministre », voyageant notamment beaucoup.
Les comptes de campagne sont publiés en août 2017. Ils sont validés tels que ci-dessous par la Commission nationale des comptes de campagne et des financements politiques en janvier 2018 :
| Candidat              | Résultat au 1er tour | Dépenses     | Remboursement |
| --------------------- | -------------------- | ------------ | ------------- |
| Emmanuel Macron       | 24,01 %              | 16 578 781 € | 10 640 794 €  |
| Marine Le Pen         | 21,30 %              | 11 542 991 € | 10 691 775 €  |
| François Fillon       | 20,01 %              | 13 794 601 € | 2 067 625 €   |
| Jean-Luc Mélenchon    | 19,58 %              | 10 241 760 € | 6 031 304 €   |
| Benoît Hamon          | 6,36 %               | 15 008 634 € | 7 949 043 €   |
| Nicolas Dupont-Aignan | 4,70 %               | 1 806 590 €  | 800 423 €     |
| Jean Lassalle         | 1,21 %               | 241 573 €    | 228 659 €     |
| Philippe Poutou       | 1,09 %               | 767 723 €    | 766 543 €     |
| François Asselineau   | 0,92 %               | 1 237 609 €  | 755 139 €     |
| Nathalie Arthaud      | 0,64 %               | 956 121 €    | 800 423 €     |
| Jacques Cheminade     | 0,18 %               | 406 563 €    | 337 606 €     |

Mediapart indique en avril 2018 que la société d'événementiel GL events a accordé à Emmanuel Macron des remises particulièrement élevées pour des locations de salle et du matériel destiné aux meetings. Ces remises allaient parfois jusqu'à 100 %. Cette société est dirigée par Olivier Ginon, « proche de Gérard Collomb et aujourd'hui très en cour à l'Élysée » selon Mediapart. Les médias révèlent ensuite que d'autres prestataires lui ont accordé de telles remises, qui s'élèvent à un total de plus de 200 000 euros. Dans un communiqué publié quelques jours plus tard, la CNCCFP affirme que les remises obtenues sont « acceptables » et ne constituent « pas des participations illicites au financement » de la campagne d'Emmanuel Macron.
En mai 2019, une analyse plus détaillée des comptes du candidat Macron montre que la moitié (48 %) de sa campagne a été financée par des grands donateurs (environ 800). Il est notamment observé une surreprésentation de Paris dans le total, France Culture indiquant : « 6,3 millions d'euros ont été donnés au candidat par un peu plus de 15 000 habitants de la capitale. C'est quasiment la moitié des fonds collectés en France ». Cette prépondérance des grands donateurs contredit les déclarations du candidat qui affirmait qu'« une très grande majorité est constituée de petits dons autour de 40, 50 euros et il y a 5 % des dons qui dépassent 1 000 euros », voulant faire croire de cette manière que sa campagne était financée par le grand public.
Les 20 et 21 octobre 2022, deux informations judiciaires sont ouvertes par le parquet national financier. La première information judiciaire est ouverte des chefs de « tenue non conforme de comptes de campagne » et « minoration d'éléments comptables dans un contexte de campagne ». La seconde pour « favoritisme » et « recel de favoritisme ». En décembre de la même année, des perquisitions sont menées par les gendarmes au siège du parti Renaissance et dans les locaux parisien du cabinet de conseil McKinsey & Company dans le cadre des enquêtes judiciaires visant le recours au cabinet de conseil pendant la campagne présidentielle d'Emmanuel Macron en 2017.

## Dans la culture

### Œuvres d'anticipation
- La Présidente est une bande dessinée sortie en 2015 qui imagine d'un point de vue critique ce que seraient les 100 premiers jours de pouvoir de Marine Le Pen après son éventuelle élection à la présidence de la République française. Œuvre de politique-fiction de l'historien François Durpaire, elle a été dessinée en noir et blanc par le dessinateur Farid Boudjellal[298],[299]. Deux autres tomes imaginent la suite : Totalitaire et La Vague, respectivement sortis en 2016 et 2017.
- Une élection ordinaire, roman de Geoffroy Lejeune sorti en 2015, imagine la candidature d'Éric Zemmour[300].
- Dans la neuvième et dernière saison de la série télévisée Fais pas ci, fais pas ça, diffusée en février 2017, les deux premiers épisodes se projettent dans un futur proche, dans lequel il est question de l'élection présidentielle de 2017. La candidature de François Bayrou est imaginée, le personnage d'Eliott Bouley devenant un de ses partisans. Le deuxième épisode se termine le jour du premier tour de l'élection présidentielle : les personnages principaux, issus des deux familles, sont réunis devant la télévision et se montrent surpris du résultat, qui n'est toutefois pas dévoilé. Les épisodes suivants n'apportent pas de réponse puisque l'histoire se déroule dans un futur plus lointain, en 2022, où Nicolas Hulot est élu président.
- Le Séisme, Marine Le Pen présidente de Michel Wieviorka décrit les premiers mois du mandat de la présidente Marine Le Pen et présente les différentes mesures qu'elle essaie de prendre avec son Premier ministre Nicolas Dupont-Aignan telles qu'un Frexit, un rapprochement avec la Russie ou le rétablissement de la peine de mort, tout en tentant de contenter sa base ainsi que la coalition parlementaire qui soutient son gouvernement[301],[302].

### Autres
- L'Avenir en commun ?, bande dessinée de Mélaka et Reno, illustre les idées du programme de La France insoumise, dont ce qui concerne l'enjeu écologique, à travers des personnages fictifs[303].
- Fiscal Kombat, jeu vidéo engagé avec Jean-Luc Mélenchon, candidat de La France insoumise, en héros principal, développé par le Discord Insoumis le 7 avril 2017 sur Internet.
- Emmanuel Macron, les coulisses d'une victoire, documentaire de 90 minutes de Yann L'Hénoret (3e œil productions). S'inspirant du film The War Room sur l'ascension de Bill Clinton[304], il suit pendant 200 jours la campagne du candidat Emmanuel Macron, depuis l'annonce de sa candidature en novembre 2016 jusqu'à son élection le 7 mai 2017[305].
- Le journal du OFF, Dans les coulisses d'une campagne présidentielle folle retrace la campagne présidentielle en BD. La BD montre le passage à la télévision des candidats, leurs déplacements. Plusieurs personnalités sont présentes dans le livre dont les perdants à la primaire de la droite et du centre : Nicolas Sarkozy, Alain Juppé..., les perdants de la primaire de la gauche : Manuel Valls... ainsi que les candidats ayant obtenu les parrainages : François Fillon, Marine Le Pen, Benoît Hamon, Jean-Luc Mélenchon, Emmanuel Macron mais aussi le président sortant, François Hollande.
- Mélenchon, l'homme qui avançait à contre-courant, téléfilm documentaire de Gérard Miller diffusé en 2017, basé sur la campagne de Jean-Luc Mélenchon. Il est diffusé en avril avant une publication sur YouTube.
- Mélenchon, la campagne d'un insoumis, téléfilm documentaire de Gilles Perret diffusé en 2017
- L'Insoumis, documentaire de Perret sorti en 2018, basé sur le précédent.